# Teoría de la Continuidad Paleolítica

Mapa animado de las migraciones indoeuropeas.

La Teoría de la Continuidad Paleolítica (en italiano La teoria della continuità), desde 2010 denominada  Paradigma de la Continuidad Paleolítica (PCT), es una hipótesis que postula que la lengua protoindoeuropea (PIE) se remonta al Paleolítico Superior, varios milenios antes del Calcolítico o del Neolítico, la más antigua estimación en otros escenarios referidos al origen Protoindoeuropeo. Sus principales defensores son Marcel Otte, Alexander Häusler y Mario Alinei. Alinei avanzó la teoría en su Origini delle Lingue d'Europa (Orígenes de las lenguas de Europa), publicado en dos volúmenes en 1996 y 2000
El PCT postula que la llegada de las lenguas indoeuropeas debería vincularse a la llegada de Homo sapiens a Europa y Asia desde África en el Paleolítico Superior.
Desde el año 2004, se mantiene en la web un grupo de trabajo de eruditos que apoyan la teoría de la continuidad paleolítica. Además de Alinei, sus principales miembros (denominado como "Comité Científico" en la página web) son los lingüistas Xaverio Ballester (Universidad de Valencia) y Francesco Benozzo (Universidad de Bolonia). También se incluyen el prehistoriador Marcel Otte (Université de Liège) y el antropólogo Henry Harpending (Universidad de Utah).